# Tutti i padri di Maria
Tutti i padri di Maria è una miniserie televisiva in due puntate trasmessa su Rai 1 il 21 e il 23 novembre 2010 in prima serata.

## Trama
Una mattina, nella casa che condividono Franco, un carabiniere in pensione, e Tino, un violinista, viene recapitata una bambina di neppure un anno. A fianco a lei vi è un bigliettino con su scritto «Ciao nonno, io sono Maria!». Inizia così da parte di Franco una spasmodica ricerca di chi possa essere il padre di Maria; tra gli indiziati vi sono suo figlio Fausto, sposato con Luisa (una donna che non può avere figli) e impegnato in varie avventure extraconiugali, e Renato, il figlio omosessuale di Tino. Dopo che gli assistenti sociali tolgono Maria ai due anziani, viene data in affido a una ricca coppia molto antipatica. Un giorno la bimba viene rapita da Eva, la loro domestica bulgara che un tempo lavorava nella casa di Franco e Tino; dopo il rapimento si scoprirà che Maria è la figlia di Cosimo un altro inquilino dell'appartamento avuto dalla relazione con Eva, che quando lavorava lì chiamava Franco nonno.

## Produzione
La serie è stata girata a Trieste e a Buenos Aires.

## Ascolti
La prima puntata, trasmessa il 21 novembre 2010, è stata vista da 6.318.000 spettatori, con il 23,99% di share.
La seconda puntata, in onda il 23 novembre è stata seguita da 6.369.000 telespettatori, pari al 21,61% di share.
La miniserie viene replicata il 9 luglio 2016, in occasione degli ottant'anni di Lino Banfi in prima serata su Rai 1 con le due puntate unite. Tale replica viene vista da 1.825.000 telespettatori, con il 13.11% di share.